# Яцков, Иван Алексеевич
Яцков Иван Алексеевич (25 января 1915, Иванково, Тамбовская губерния — 12 января 1995, Москва) — начальник участка восстановления тоннелей Управления военно-восстановительных работ, Герой Социалистического Труда.

## Биография
Родился 25 января 1915 года в селе Иванково (ныне — Тамбовского района Тамбовской области) в многодетной крестьянской семье. В шестнадцать лет с братом матери уехал в Москву, на строительство ТЭЦ завода АМО. Трудился на пескомойке, готовил песок и гравий для бетонных работ. Позже стал бетонщиком.
В 1931 году, когда в Москве начали строить метро, по комсомольской путёвке в числе 10 тысяч комсомольцев пришёл в «Метрострой». Первое время был откатчиком, потом монтировал тюбинги и закреплял пробитый проходчиками тоннель. Работал на строительстве станций «Площадь Дзержинского», «Курская».
В числе лучших метростроевцев, как неженатый, в 1937 году был командирован на Дальний Восток. Работал на строительстве секретного объекта оборонного значения — железнодорожного тоннельного перехода под Амуром в Хабаровске. Квантунская армия Японии уже была в Маньчжурии, и в случае войны на Дальнем Востоке хабаровский мост был бы заманчивой мишенью. Тоннель под Амуром должен был обеспечить безостановочное движение поездов, надежно связать Приморье со страной. Постройка тоннеля под крупной рекой была трудным делом. Приходилось часто применять кессонные работы. При давлении воздуха в 2,5 атмосферы строители находились в камере по 4-6 часов. В 1941 году Яцков вступил в ВКП(б). В начале 1942 года тоннельщики завершили сооружение тоннеля, который был принят правительственной комиссией в эксплуатацию с оценкой «отлично». В числе 22 отличившихся строителей Яцков был награждён орденом Ленина.

### Во время Великой Отечественной войны
После окончания работ 260 бывших метростроевцев, среди которых был и Яцков, были срочно переброшены на строительство железнодорожной линии Гагра — Сухуми, где требовалось пробить много тоннелей. За полгода тоннельщики закончили работу, сдав участок на полмесяца раньше установленного срока. Когда летом 1942 года немецкие войска прорвались на Северный Кавказ, эта линия сыграла важную роль в обороне выхода к морю от Майкопа к Туапсе.
Осенью 1942 года Красной армии удалось отбить у противника несколько тоннелей, которые были разрушены немецкими войсками. Ударным трудом тоннельщиков, в числе которых был Яцков, тоннели были восстановлены. Затем, следуя за наступавшей армией, бойцы Яцкова восстанавливали путь до Белореченской и Майкопа. Затем метростроевцев перебросили на восстановление разрушенных тоннелей в Новороссийске, где в составе Управления военно-восстановительных работ № 12 (УВВР-12) они дошли до станции Тоннельная.
Часть строителей осталась для завершения работ на станции Тоннельная, а из остальных сформировали комсомольско-молодёжный восстановительный батальон, командиром которого стал Яцков. Батальону поручили восстановить мосты от станции Крымская на полуостров Тамань. Необходимо было восстановить дорогу за два осенних месяца, хотя разрушены были не только мосты, но и подходы к ним — все насыпи, примерно 10 тысяч кубометров грунта. Работы были выполнены в ударные сроки, и 5 ноября по линии прошел первый эшелон. Тогда же Яцков был награждён орденом Отечественной войны 1 степени.
Указом Президиума Верховного Совета СССР от 5 ноября 1943 года «за особые заслуги в обеспечении перевозок для фронта и народного хозяйства и выдающиеся достижения в восстановлении железнодорожного хозяйства в трудных условиях военного времени» Яцкову Ивану Алексеевичу присвоено звание Героя Социалистического Труда с вручением ордена Ленина и золотой медали «Серп и Молот» № 116.
Он стал единственным метростроевцем, удостоенный во время войны высшей награды Родины.
Следующим заданием было восстановление тоннелей у Севастополя, который был освобождён 9 мая 1944 года. Вместе с ними работал племянник Ивана Яцкова Сергей Яцков, ставший впоследствии Героем Социалистического Труда. 25 июля через восстановленные тоннели, по вновь проложенным и перешитым на отечественную колею путям, прибыл в Севастополь первый поезд. Утром 10 августа регулярное движение было открыто досрочно. Также Яцков трудился при восстановлении железнодорожных линий в Крыму, восстанавливал Камышовский виадук.

### После войны
После окончания железнодорожного техникума имени А. А. Андреева и Московского института инженеров транспорта Яцков с дипломом инженера вернулся на Метрострой. Стал начальником участка на шахте № 425 на строительстве перегона от станции «Белорусская» до «Новослободской». Здесь участок Яцкова поставил рекорд, соорудив за месяц с помощью эректора 72 метра тоннеля.
В 1950 году Яцков вновь уехал на Дальний Восток, на этот раз на строительство Сахалинского тоннеля под проливом Невельского, который должен был связать Сахалин с материком. На этом строительстве, на мысе Лазарева Яцков был старшим прорабом, а затем заместителем начальника стройки. Но в 1953 году после смерти Сталина строительство тоннельного перехода на Сахалин было законсервировано.
Вернувшись с Дальнего Востока, Яцков был утверждён главным инженером, а затем начальником СУ-100, в 1954 г. возглавил СМУ-1, переименованное позже в Тоннельный отряд № 6 Метростроя. Под руководством Яцкова за 20 с лишним лет были построены шесть станций метро, много перегонов, выполнены путейские работы на всех станциях и перегонах. В 1957 году Яцков сдал станцию «Фрунзенская» на участке «Парк культуры» — «Спортивная». Строил Яцков перегон «ВДНХ» — «Ботанический сад», станции «Измайловская» и «Пролетарская», линию до «Шоссе Энтузиастов», перегон от станции «Горьковская» до «Маяковской». В 1975 году стал Заслуженным строителем РСФСР. В 1982 году ушёл на пенсию.
Скончался 12 января 1995 года. Похоронен в Москве на Ваганьковском кладбище.

## Награды
- Два ордена Ленина — 08.5.1942, 05.11.1943
- Золотая медаль "Серп и Молот " — 05.11.1943
- Орден Отечественной войны 1-й степени
- Орден Красной Звезды — 29.7.1945
- «Почетный железнодорожник»
- «Отличный восстановитель»